# Being as an Ocean
Being as an Ocean ist eine 2011 gegründete Melodic-Hardcore-Band aus Alpine, Kalifornien, Vereinigte Staaten.

## Geschichte

### Gründung, Plattenvertrag und DebütalbumDear G-d

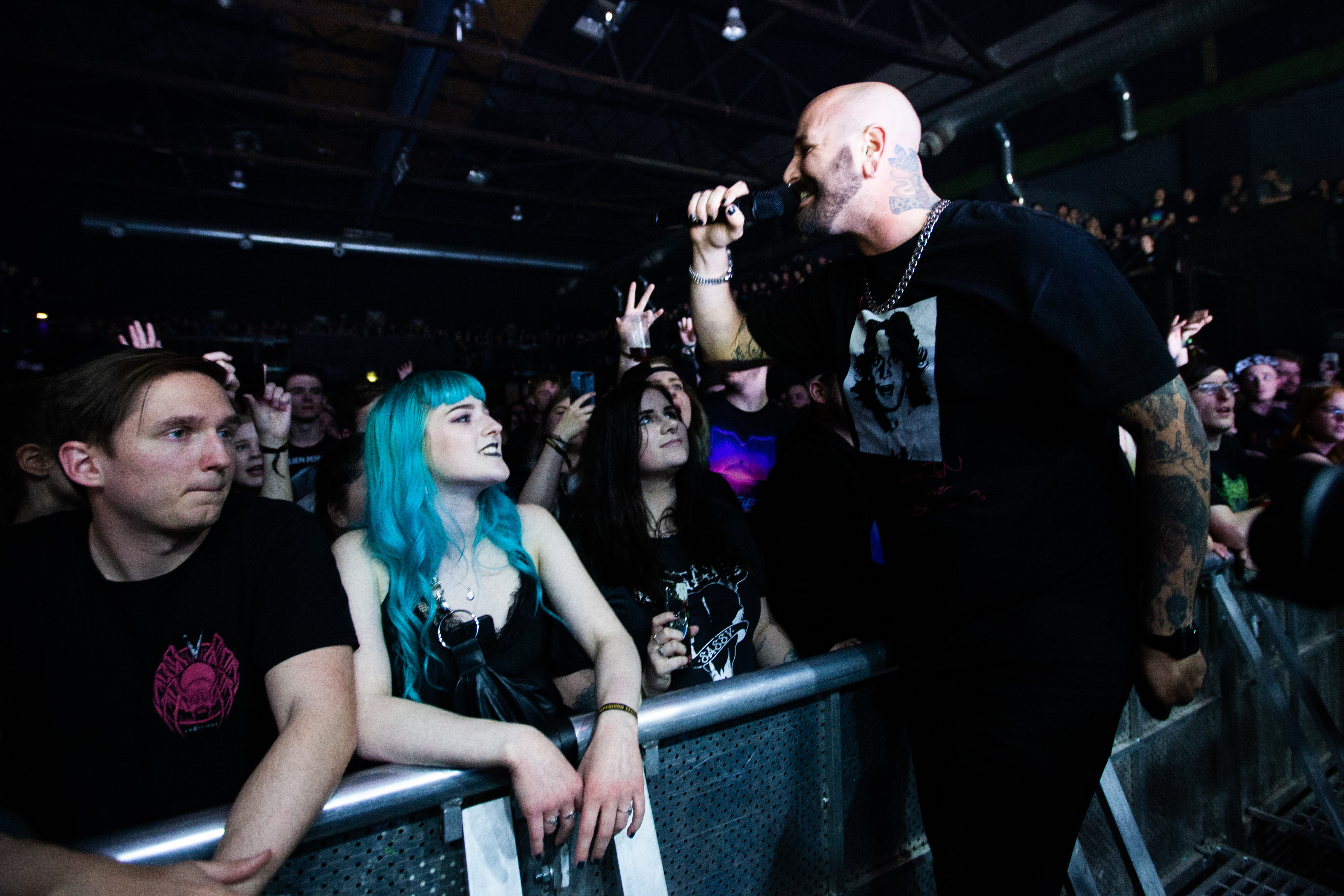
Joel Quartuccio von Being as an Ocean bei einem Konzert in Oberhausen (2019)

Being as an Ocean wurde 2011 in Alpine im US-amerikanischen Bundesstaat Kalifornien von Sänger Joel Quartuccio, den beiden Gitarristen Tyler Ross und Jacob Prest, sowie dem Bassisten Ralph Sica und Schlagzeuger Shad Hamawe gegründet. Quartuccio, Hamawe, Tyler Ross und Ralph Sica spielten zwischen 2005 und 2011 in der inzwischen aufgelösten Unblack-Metal-Band Vanguard, die insgesamt drei Alben herausbrachte.
Am 28. Juni 2012 wurde die Band von InVogue Records unter Vertrag genommen und veröffentlichte ihr Debütalbum, Dear G-d, das von Brian Hood in San Diego aufgenommen wurde, am 23. Oktober 2012. Es stieg auf Platz 27 der Heatseeker-Charts des US-amerikanischen Musikmagazins Billboard ein.
Im März 2013 tourte die Gruppe erstmals in Europa. Gemeinsam mit Napoleon spielte Being as an Ocean in Deutschland, Schweden, dem Vereinigten Königreich, Polen, Österreich, Slowenien, Italien, Frankreich, Belgien und in der Schweiz. Zwischen Mai und Juni 2013 tourte die Gruppe mit Liferuiner auf 13 Shows durch Kanada. Im August absolvierte die Band erstmals eine Konzertreise in Australien. Als Vorgruppe trat Sierra auf. Im September folgte eine zweite Konzertreise durch den europäischen Kontinent. Als Vorgruppen spielten The Elijah und Capsize. Der Großteil der Tournee fand in Deutschland und im Vereinigten Königreich statt. Weitere Auftritte während der Tour waren in Belgien, Österreich und in den Niederlanden. Im Oktober und November 2013 war die Gruppe neben Expire und For the Fallen Dreams Vorband für Senses Fail auf deren USA-Konzertreise. Noch im Jahr 2013 verließen Shad Hamawe und Jacob Prest aus unbekannten Gründen die Gruppe. Die übrigen Musiker suchten in mehreren offenen Castings nach Ersatz, ehe Connor Denis – ehemalig bei Sleep Patterns aktiv – als neuer Schlagzeuger in die Band aufgenommen wurde. Als neuer Rhythmusgitarrist wurde Michael McGouch in die Gruppe aufgenommen. Er spielte zuvor in der Band The Elijah.

### Zweites Album:How We Both Wondrously Perish

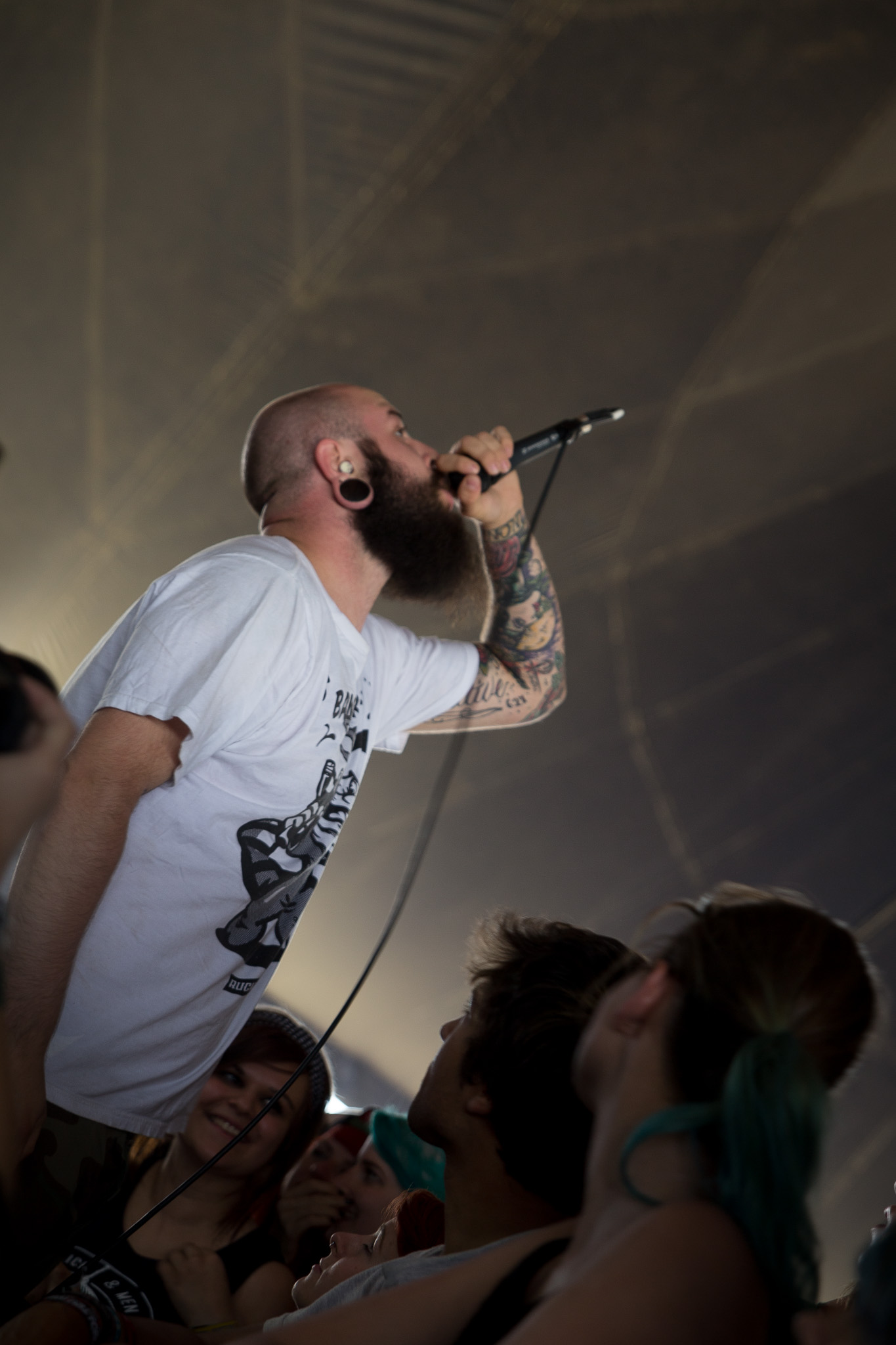
Being as an Ocean auf dem With Full Force (2014)

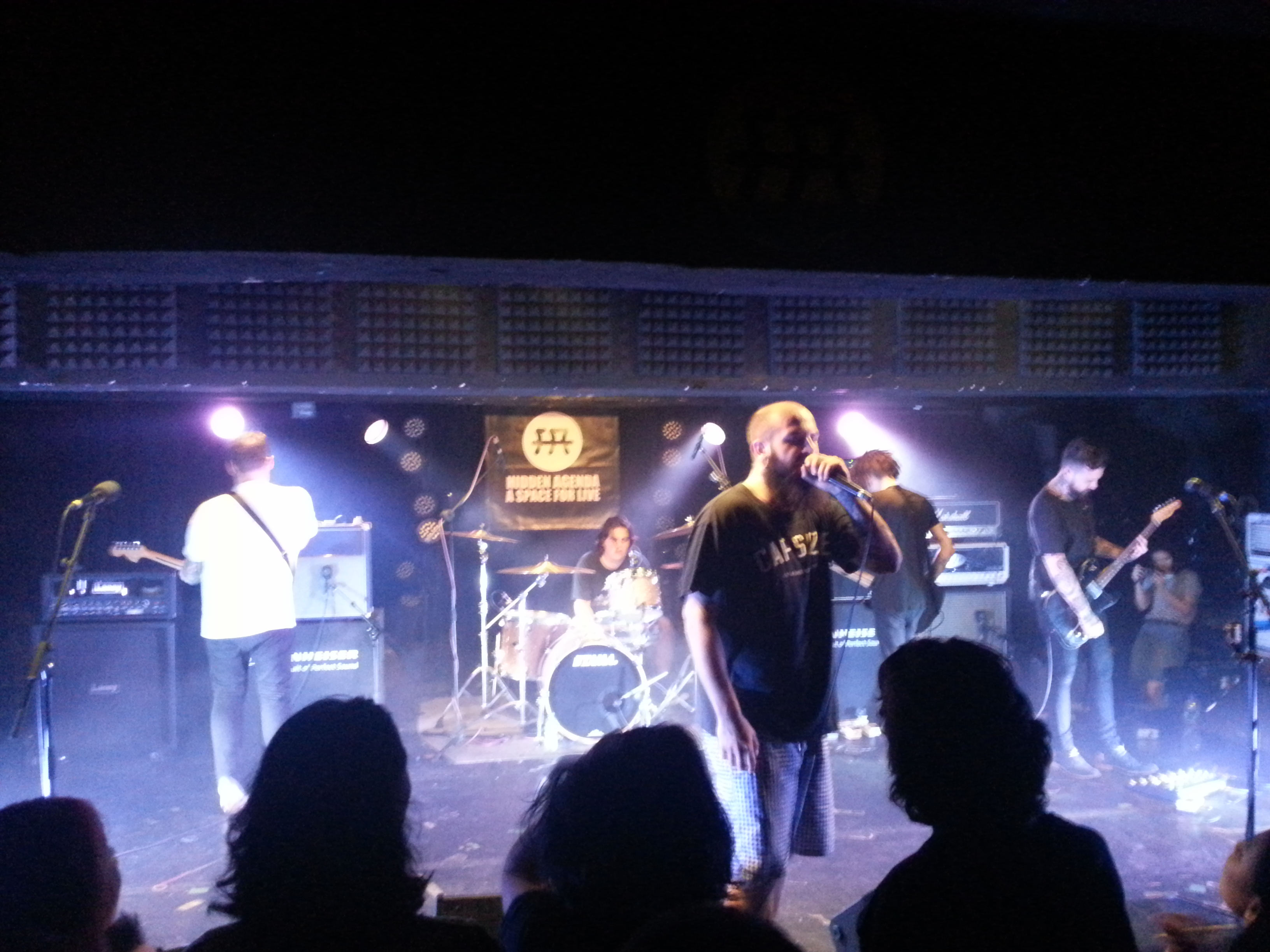
Being as an Ocean spielen erstmals in Hongkong (2015)

Im Februar und März 2014 tourte Being as an Ocean erneut durch Europa und spielte Songs von ihrem neuen Album, welches für 2014 angekündigt wurde. Die Band war gemeinsam mit Hundredth, Counterparts und Polar zu sehen. Die Auftritte fanden in Deutschland, Österreich, Belgien, Polen, Frankreich und Italien statt. Direkt vor dieser Konzertreise war die Band im Vorprogramm für August Burns Red im Vereinigten Königreich zu sehen.
Am 25. Februar 2014 gab die Gruppe bekannt, dass das neue Album How We Both Wondrously Perish heißt, und am 6. Mai 2014 veröffentlicht werden sollte. In Europa erschien das Album über Impericon Records. In den USA schaffte das Album den Einstieg auf Platz 55 in den Albumcharts. Im Juni und Juli 2014 tourte die Gruppe erneut durch Europa. Die Auftritte fanden in Deutschland, Belgien, Frankreich, Italien, Österreich, in der Schweiz, im Vereinigten Königreich, in den Niederlanden, in Tschechien, Slowenien und in der Slowakei statt. Während dieser Tournee trat die Band auf mehreren Musikfestivals, darunter dem With Full Force, dem Summerblast Festival und dem Mighty Sounds Festival auf. Being as an Ocean wurden während dieser Konzertreise vereinzelt mit Hundredth, Letlive, Of Mice & Men, Memphis May Fire, Stick to Your Guns und Rotting Out begleitet.
Im Juli und August 2014 tourte Being as an Ocean als Vorband für Hundredth durch die Vereinigten Staaten und Kanada. Dabei wurden sie noch von Counterparts, My Iron Lung, Capsize und Handguns begleitet. Die Konzertreise umfasste 26 Konzerte. Im September und Oktober 2014 folgte eine weitere Konzertreise durch Nordamerika. Dieses Mal spielten Being as an Ocean mit Fit for a King, Gideon, Wolves at the Gate und erneut mit Capsize. Im November 2014 war die Band erneut in Europa zu sehen. Mit dabei war die Melodic-Hardcore-Band Vanna.

### Drittes Album:Being as an Ocean

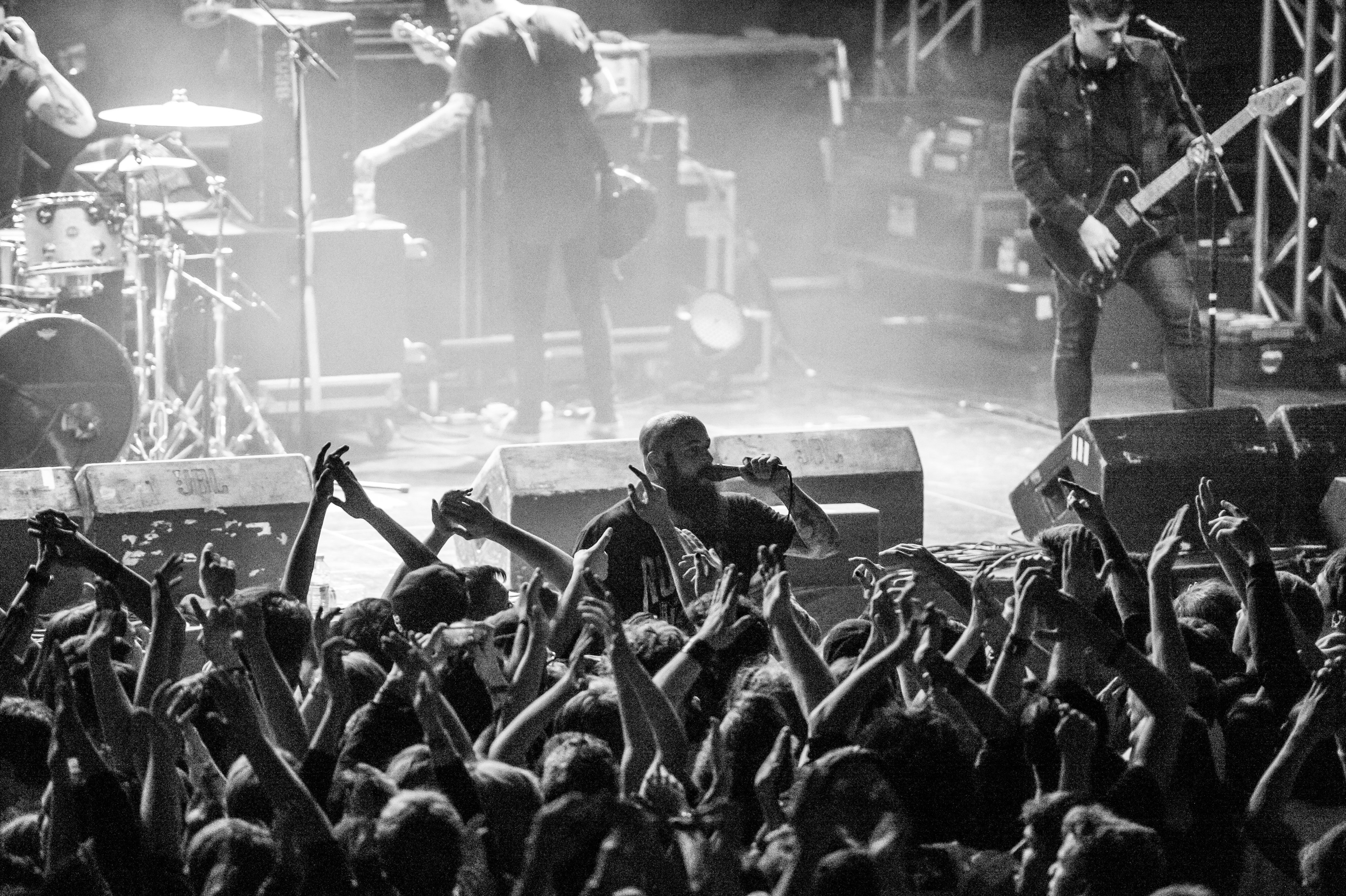
Sänger Joel Quartuccio feiert mit den Fans, im Hintergrund ist Backgroundsänger Michael McGough (2015)

Am 10. Januar 2015 begann die Band mit den ersten Arbeiten an ihrem dritten Studioalbum. Drei Tage zuvor, am 7. Januar 2015 wurde die Gruppe für die komplette Warped Tour, welche zwischen Juni und August 2015 stattfand, angekündigt. Zuvor absolvierte die Gruppe Tourneen in Europa, Australien und Südostasien unter anderem als Vorband für Stick to Your Guns, Deez Nuts und Architects.
Am 7. Mai 2015 veröffentlichte die Gruppe mit Little Richie das erste Lied aus dem dritten Album, welches nach der Band selbst benannt wurde. Das Album wurde am 30. Juni 2015 über InVogue Records veröffentlicht. Das Album wurde von Matthew McCellan in den Glow In The Dark Studios produziert und von Kris Crummett gemastert. Das Album schaffte erstmals eine Chartnotierung außerhalb der Vereinigten Staaten. Das Album stieg am 10. Juli 2015 auf Platz 56 in den deutschen Albumcharts ein.
Vom 6. bis 28. November 2015 tourte die Band im Rahmen der Never Say Die! Tour mit Burning Down Alaska, Cruel Hand, Fit for a King, Defeater und The Amity Affliction durch Europa. Noch während der Never Say Die! Tour gab Schlagzeuger Connor Denis über Instagram den Ausstieg bei Being as an Ocean bekannt, um zukünftig als Session-Musiker arbeiten zu können. Zwischen dem 29. Februar und dem 2. April 2016 spielte die Band eine Konzertreise durch die Vereinigten Staaten im Vorprogramm von Silverstein. Begleitet wurde diese Tournee von Emarosa und der japanischen Metalcore-Band Coldrain. Darauf folgte eine weitere Konzertreise durch die Vereinigten Staaten, die von Capsize begleitet wurde. Im Juni und Juli 2016 folgten Konzerte in Europa, erneut mit Silverstein.

### Wechsel zu Equal Vision Records, Streitigkeiten und neue Alben
Am 25. Februar 2016 unterschrieb Being as an Ocean einen Plattenvertrag bei Equal Vision Records. Am selben Tag wurde die Single Dissolve herausgebracht. Die Gruppe arbeitete knapp vier Monate an diesem Lied. Ende 2016 wurde mit Waiting for the Morning to Come für eine Veröffentlichung Anfang Juni 2017 angekündigt. Allerdings erschien das Album nicht am angekündigten Tag. Eine Woche später änderte die Band den Veröffentlichungszeitraum vom 9. Juni 2017 auf Sommer und bat die Fans, Fragen zum Album an ihr Label zu schicken. Im Juli wurde bekannt, dass die Gruppe und ihr Label in einem Streit über die Lizenzierung der Musik liegen. Mitte August kündigte die Band an, sich aus dem Plattenvertrag mit Equal Vision Records freigekauft zu haben und das Album in Eigenverlag veröffentlichen zu wollen. Waiting for the Morning to Come wurde am 9. September 2017 zunächst auf digitaler Ebene veröffentlicht; eine Veröffentlichung auf physischer Ebene, als CD und Vinyl, erfolgt am 3. November gleichen Jahres.
In einem Interview, welches McGough mit Deadpress im November des Jahres 2018 führte, gab dieser bekannt, dass die Musiker elf Lieder für ein neues Album eingespielt habe, welches Anfang 2019 erscheinen sollte. Dieses Album, welches den Titel Proxy: An A.N.I.M.O. Story trägt, erschien allerdings im dritten Quartal des Jahres 2019.
Im Oktober des Jahres 2021 gab die Band bekannt, sich von den Gründungsmitgliedern Tyler Ross und Ralph Sica getrennt zu haben. In derselben Bekanntmachung gaben Being as an Ocean die Veröffentlichung der Single Lost bekannt, welches über Out of Line veröffentlicht wurde. Ein Jahr später wurde das Debütalbum zum zehnjährigen Jubiläum neu aufgelegt.
Zwischen August und September 2023 tourten Being as an Ocean durch Europa.

### Death Can Wait
Am ersten Tag der Europatournee mit Of Virtue und Senna präsentierten Being as an Ocean die neue Single Death Can Wait. Am 2. Februar 2024 erschien das gleichnamige sechste Studioalbum über das deutsche Label Out of Line. Am selben Tag startete die Gruppe auf eine neue Europatour, die von Oceans Ate Alaska und Sentinels begleitet wird.

## Musikalische Einflüsse und Bandname

### Musikstil
Die Musik der Gruppe wird nach Angaben des ehemaligen Mitglieds Tyler Ross von Gruppen wie Mewithoutyou, Oceana, As Cities Burn, Underoath, Sigur Rós und Balance and Composure beeinflusst. Laut Metal Hammer versucht die Gruppe einen „Brückenschlag zwischen Post-Hardcore, Screamo, Metalcore und manchmal auch Pop“, welcher sich unter anderem mit „klaren Gesangslinien und getragenen Ambient-Passagen niederschlägt“ zu kreieren. Auch wirkt der Klang der Gruppe auf dem zweiten Longplayer im Vergleich zum Debüt Dear G-d kompakter und härter. Vergleichbar sei die Musik mit Close Your Eyes und No Bragging Rights. Bei Being as an Ocean tritt das Hardcore-Riffing größtenteils in den Hintergrund.

### Liedtexte
Die Texte der Band werden von Sänger Joel Quartuccio selbst geschrieben und handeln meist über sein eigenes Leben. Markant ist, dass manche Textpassagen in den meisten Stücken als Sprechgesang vorgetragen werden. Laut Partyausfall sind die Texte der Gruppe zudem christlich angehaucht.

### Bandname
Die Musiker wurden durch einen Spruch Gandhis für ihren Bandnamen inspiriert. Dieser Spruch lautete:

“You must not lose faith in humanity. Humanity is like an ocean; if a few drops of the ocean are dirty, the ocean does not become dirty.”

### Stellung zum Christentum
Sänger Joel Quartuccio beschreibt Being as an Ocean nicht als eine christliche Band, obwohl er selbst gläubiger Christ ist. Er unterstützt die LGBT Community und erklärte in einem Interview mit dem deutschen Fuze Magazine, dass auch homosexuelle Menschen „Christus lieben und christlich leben können“. Er sieht Homosexualität als angeboren und nicht als Sünde.

## Auszeichnungen
- Alternative Press Music Awards
  - 2015: Beste Underground-Band (gewonnen)[39]

## Diskografie

### Alben
| Jahr | Titel Musiklabel                                                 | Höchstplatzierung, Gesamtwochen, AuszeichnungChartplatzierungen (Jahr, Titel, Musiklabel, Platzierungen, Wochen, Auszeichnungen, Anmerkungen) | Höchstplatzierung, Gesamtwochen, AuszeichnungChartplatzierungen (Jahr, Titel, Musiklabel, Platzierungen, Wochen, Auszeichnungen, Anmerkungen) | Anmerkungen                              |
| Jahr | Titel Musiklabel                                                 | US | DE | Anmerkungen                              |
| ---- | ---------------------------------------------------------------- | --- | --- | ---------------------------------------- |
| 2012 | Dear G–d… InVogue Records                                        | — | — | Erstveröffentlichung: 23. Oktober 2012   |
| 2014 | How We Both Wondrously Perish inVogue Records, Impericon Records | US57 (1 Wo.)US | — | Erstveröffentlichung: 6. Mai 2014        |
| 2015 | Being as an Ocean inVogue Records, Impericon Records             | — | DE56 (1 Wo.)DE | Erstveröffentlichung: 30. Juni 2015      |
| 2017 | Waiting for the Morning to Come Impericon Records                | — | — | Erstveröffentlichung: 8. September 2017  |
| 2019 | Proxy: An A.N.I.M.O. Story SharpTone Records                     | — | — | Erstveröffentlichung: 13. September 2019 |
| 2024 | Death Can Wait SharpTone Records, Out of Line                    | — | — | Erstveröffentlichung: 2. Februar 2024    |

### Singles
- 2012: Dear G-d (Eigenproduktion)
- 2012: The Hardest Part Is Forgetting Those You Swore You Would Never Forget (InVogue Records)
- 2013: The People Who Share My Name (InVogue Records)
- 2016: Dissolve (Equal Vision Records)
- 2021: Catch the Wind (Out of Line Music)

### Musikvideos
- 2012: Dear G-d
- 2012: The Hardest Part Is Forgetting Those You Swore You Would Never Forget
- 2013: Salute e Vita
- 2013: Nothing, Save the Power They’re Given
- 2014: L’exquisite Douleur
- 2014: Mediocre Shakespeare
- 2015: Little Richie
- 2016: Dissolve
- 2016: OK
- 2018: Alone
- 2018: Know My Name
- 2019: Play Pretend
- 2019: Find Our Way
- 2021: Catch the Wind